# Karăci
Karăci è un film del 2015 diretto da Ivajlo Hristov.

## Riconoscimenti
- Giorgio d'Oro 2015 al Festival di Mosca